# Kanton Brienne-le-Château
Kanton Brienne-le-Château (fr. Canton de Brienne-le-Château) je francouzský kanton v departementu Aube v regionu Champagne-Ardenne. Tvoří ho 53 obcí. Před reformou kantonů 2014 ho tvořilo 25 obcí.

## Obce kantonu
od roku 2015:
| - Arrembécourt - Assencieres - Aulnay - Bailly-le-Franc - Balignicourt - Bétignicourt - Blaincourt-sur-Aube - Blignicourt - Bouy-Luxembourg - Braux - Brévonnes - Brienne-la-Vieille - Brienne-le-Château - Chalette-sur-Voire - Chavanges - Courcelles-sur-Voire - Dienville - Donnement | - Dosches - Épagne - Géraudot - Hampigny - Jasseines - Joncreuil - Juvanzé - Lassicourt - Lentilles - Lesmont - Magnicourt - Maizieres-les-Brienne - Mathaux - Mesnil-Sellieres - Molins-sur-Aube - Montmorency-Beaufort - Onjon - Pars-les-Chavanges | - Pel-et-Der - Perthes-les-Brienne - Piney - Précy-Notre-Dame - Précy-Saint-Martin - Radonvilliers - Rances - Rosnay-l'Hôpital - Rouilly-Sacey - Saint-Christophe-Dodinicourt - Saint-Léger-sous-Brienne - Saint-Léger-sous-Margerie - Unienville - Val-d'Auzon - Vallentigny - Villeret - Yevres-le-Petit |

před rokem 2015:
| - Bétignicourt - Blaincourt-sur-Aube - Blignicourt - Brienne-la-Vieille - Brienne-le-Château - Courcelles-sur-Voire - Dienville - Épagne - Hampigny - Lassicourt - Lesmont - Maizières-lès-Brienne - Mathaux | - Molins-sur-Aube - Pel-et-Der - Perthes-lès-Brienne - Précy-Notre-Dame - Précy-Saint-Martin - Radonvilliers - Rances - Rosnay-l'Hôpital - Saint-Christophe-Dodinicourt - Saint-Léger-sous-Brienne - Vallentigny - Yèvres-le-Petit |